# Герман, Карл Фёдорович
Карл Фёдорович Герман (Карл Готлоб Мельхиор или Карл Теодор, нем. Carl Theodor Hermann; 1767—1838) — российский статистик и историк, экономист, академик Петербургской академии наук. Автор первой в России работы по демографии и первой в России таблицы смертности.

## Биография и карьера
Родился в Данциге (ныне — Гданьск, Польша) 5 сентября 1767 года в семье прусского чиновника, надворного советника. Дворянин. Лютеранин. Высшее образование получил в Гёттингенском университете, где учился истории и статистике у Августа Людвига Шлёцера, возвратившегося к тому времени из России.
В 1795 году по приглашению камергера и будущего министра финансов Д. А. Гурьева приехал в  Российскую империю.
Преподаватель истории, географии и статистики в Морском и Первом Кадетском корпусах, в 1798—1805 годах — ректор академической гимназии. Учитель политических наук в Пажеском корпусе (по 1 октября 1811 г.), где читал курс статистики на французском языке. Адъюнкт по разряду статистики и политической экономии Императорской Академии наук (с весны 1805 г.). В 1806—1821 годах — профессор по кафедре статистики Петербургского педагогического института (с 1819 года — Петербургского университета). В 1811—1821 годах — декан историко-филологического факультета Петербургского университета. В 1820 году был назначен инспектором классов в Императорском Воспитательном Обществе Благородных девиц (Смольный институт), а также и в Училище Ордена св. Екатерины (по предложению императрицы Марии Фёдоровны). Экстраординарный профессор (1810), ординарный академик Императорской Академии наук (1836). В 1816—1817 годах читал частные лекции по политической экономии и статистике группе будущих декабристов.
Редактор академического «Статистического журнала» (1806—1808). 20 марта 1811 года возглавил Статистическое отделение Министерства полиции Российской империи (с 1819 года — при канцелярии Министерства внутренних дел). Действительный статский советник, награждён орденами Св. Анны 2-й ст. с алмазами, Св. Владимира 3-й ст., Св. Станислава 2-й ст. и знаком отличия за 35 лет беспорочной службы.
С 1805 года вёл научную работу в Императорской Академии наук. За весь период своей научной и педагогической деятельности (с 1806 по 1835 год) написал около 60 работ, большая часть которых была опубликована на французском языке в «Мемуарах Императорской академии наук в Петербурге» («Mémoires de l'Acadèmie impèrialles des sciences de St.- Pètersbourg» и на немецком — в издании «Россия при Александре l. Исторический журнал» («Russland unter Alexander dem Ersten, Eine historische Zeitschrift herausgegeben von Heinrich Storh»), выходящим под редакцией экономиста и статистика А. К. Шторха (1766—1835). Как учёный формировался под воздействием теории Адама Смита и немецкого статистика-государствоведа А. Л. Шлёцера. Оказал большое влияние на формирование взглядов декабристов, в частности П. И. Пестеля.

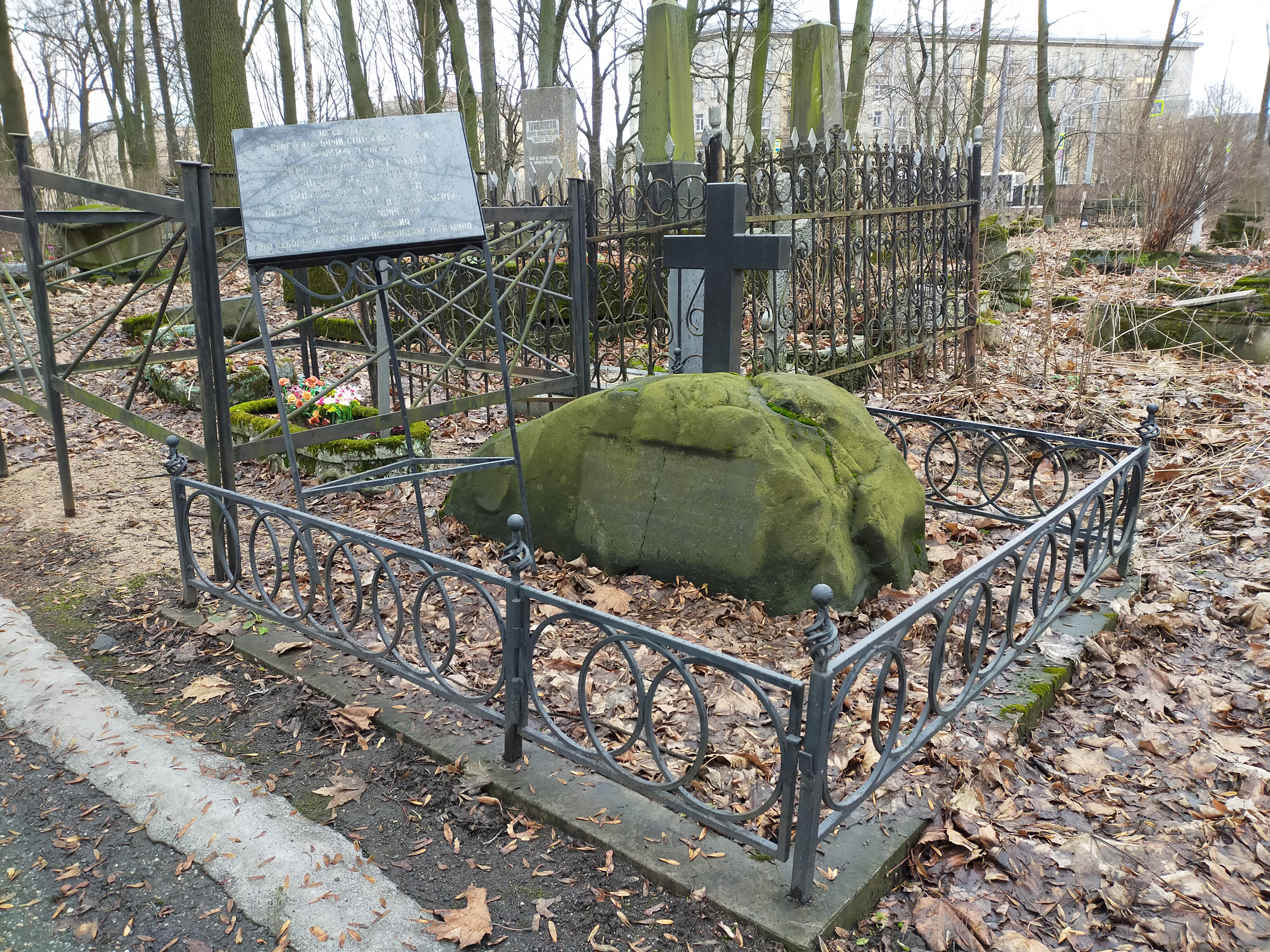
Могила К. Ф. Германа на Волковском лютеранском кладбище

В 1821 году (по доносу Д. П. Рунича) вместе с К. И. Арсеньевым, профессором истории Э. Б. С. Раупахом (1784—1852) и профессором философии А. Н. Галичем (1783—1848) был отстранён от преподавания в университете. В своём доносе Д. П. Рунич воспользовался, кроме всего прочего, Студенческими конспектами лекций Германа. В феврале 1827 года «дело четырёх профессоров» было прекращено и по распоряжению императора Николая Ι в 1828 году из формулярного списка К. Ф. Германа были исключены все сомнительные отметки.
К. Ф. Герман умер в ночь на 19 декабря 1838 года. Погребён на Волковском лютеранском кладбище в Санкт-Петербурге. Могила К. Ф. Германа была обнаружена и восстановлена в 2011 году с помощью средств, выделенных Росстатом.

## К. Ф. Герман и «Статистический журнал»
В 1806 году К. Ф. Герман стал издавать первый русскоязычный «Статистический журнал». Целью журнала было, с одной стороны, обработка и издание «полнейших сведений» из Министерства внутренних дел, а с другой стороны — распространение в читающих кругах статистических данных. Выпускался в 175 печатных экземплярах. Несмотря на то, что подписчиков было всего 110 (50 экземпляров получало Главное правление училищ), журнал сыграл чрезвычайно позитивную и прогрессивную роль. Наибольшую часть журнала составляли различные материалы как отечественной, так и зарубежной статистики. Авторами были, кроме К. Ф. Германа, известные академики В. К. Вишневский (1781—1855), Ю. Клапрот (1783—1835), И. Ф. Герман (1755—1815), Ф. Г. Вирст (1763—1831), историк и демограф А. Х. Лерберг и др. Печатались и статьи по политической экономии. Так, в первом томе была напечатана большая работа будущего первого ректора Петербургского университета М. А. Балугьянского (1769—1847) «Национальное богатство. Изображение различных хозяйственных систем», а в четвёртом — его статья «О разделении и обороте капитала», в которой развивались идеи Адама Смита. Журнал стал проводником передовых научных идей, его издание стало крупнейшей заслугой К. Ф. Германа перед российской статистикой. Журнал выходил до 1809 года.

## К. Ф. Герман и становление государственной статистики в России
В марте 1811 года первый министр полиции генерал-адъютант А. Д. Балашов предписал статскому советнику А. Н. Астафьеву и профессору К. Ф. Герману пополнить имевшиеся в Министерстве статистические сведения и составить план устройства статистической службы. В августе 1811 года было образовано при Министерстве полиции специальное Статистическое отделение, состоящее из двух частей — учёной и исполнительной. Работу отделения возглавил К. Ф. Герман, которому было предоставлено право приглашать «к работе по статистике» сторонних людей, имеющих соответствующие знания и способности. Штат отделения был небольшим: кроме заведующего, при счётной и чертёжной частях были определены по четыре чиновника, а при регистратуре — один. Здесь составлялись статистические таблицы, касающиеся территории, населения, сельского хозяйства, водных коммуникаций, промышленности, торговли по отдельным губерниям и в целом по России. Было создано множество карт, атласов и планов. Впервые в России К. Ф. Герман попытался обнародовать полицейскую статистику — сведения об убийствах и самоубийствах, определяя их причины. Однако эта работа была запрещена к напечатанию в начале 1820-х годов и опубликована только через 15 лет.

## Избранные труды
- Статистическое описание Российского флота в начале 1805 года (из журнала академика Шторха Rußland unter Alexander dem Ersten) // Статистический журнал. — 1808. — Т. 2, ч. 1. — С. 36—120.
- О начале, усовершенствовании и настоящем состоянии Российской армии (из журнала академика Шторха Rußland unter Alexander dem Ersten № 17) // Статистический журнал. — 1808. — Т. 2, ч. 1. — С. 121—154.
- Краткое руководство к всеобщей истории статистики. — СПб., 1808.
- Всеобщая теория статистики. — СПб., 1809.
- Статистическое описание Ярославской губернии. — СПб., 1808.
- Географическое и статистическое описание Грузии и Кавказа, из путешествий Гильденштедта. — Пер. с нем. К. Германа. — СПб., 1809.
- Историческое обозрение литературы статистики, в особенности Российского государства. — СПб., 1817.
- Статистические исследования относительно Российской империи. Ч. I. О народонаселении. — СПб., 1819.